# Ali-Baba și cei 40 de hoți (film din 1954)
Ali-Baba și cei 40 de hoți (titlul original: în franceză Ali Baba et les quarante voleurs) este un film de fantezie și comedie romantică francez, realizat în 1954 de regizorul Jacques Becker, după o povestire anonimă din O mie și una de nopți, protagoniști fiind actorii Fernandel, Samia Gamal, Dieter Borsche și Henri Vilbert.

## Distribuție
- Fernandel – Ali-Baba, slujitorul lui Cassim, negustorul bogat
- Samia Gamal – Morgiane
- Dieter Borsche – Abdul, șeful hoților
- Henri Vilbert – Cassim, negustorul bogat
- Édouard Delmont – tatăl Morgianei
- Julien Maffre – un cerșetor
- José Casa – un cerșetor
- Edmond Ardisson – un cerșetor
- Manuel Gary – un cerșetor
- Gaston Orbal – muftiul
- Bob Ingarao – un bandit
- Yoko Tani
- Léopoldo Francès
- Fanfan Mignucci
- Piella Sorano
- Mohamed Gabsi
- Abdou Chraïbi
- El Bachir Laalej
- Luc Martial – un copil
- Said Moutaa Ben Ali